# Love at First Bite (1950)
Love at First Bite (br.: Amor, a quanto me leva) é um filme curta-metragem estadunidense de 1950 do gênero Comédia, dirigido por Jules White. É o 123º de um total de 190 filmes da série com os Três Patetas produzida entre 1934 e 1959 pela Columbia Pictures.

## Enredo
Os Três Patetas preparam uma festa em sua casa em comemoração à chegada de suas três noivas europeias que virão de navio. Em flashback, é mostrado como os casais se conheceram. O trio estava na Europa servindo durante a Guerra: Larry comia espaguete quando se apaixonou pela noiva italiana; Moe conheceu sua noiva alemã quando ela lavava o chão de uma casa; e Shemp encontrou sua noiva francesa nas ruas de Paris. Durante os preparativos, há muita confusão com gomas de mascar que Shemp insiste em jogar pela casa. Depois os três fazem um brinde bebendo uma grande dose de um uisque muito velho, o que os deixa imediatamente bem embriagados. Moe e Shemp discutem e partem para um duelo usando como armas garrafas de água. Encharcado, Shemp diz que ficou gripado e Moe e Larry lhe preparam um escalda-pé. Mas com a bebedeira se enganam e colocam cimento ao invés de sal na água em uma bacia. Os três adormecem e quando acordam com enxaqueca, não se lembram de nada. Shemp ficara com os pés preso no cimento. Moe decide usar dinamite para explodir e liberar o amigo, o qual lhe pergunta comicamente "irá doer?". A explosão lança o trio pelo espaço e vão parar exatamente no cais, onde as três noivas os aguardavam.